# Fulvio Cordignano
Fulvio Cordignano (ur. 19 października 1887 w Moggi k. Udine, zm. 9 maja 1952 w Rzymie) – włoski jezuita. 

## Życiorys
W październiku 1905 wstąpił w Cremonie do zakonu jezuitów. Studiował filozofię i teologię. Studia filozoficzne ukończył w 1911. W latach 1912–1916 przebywał w Szkodrze, gdzie prowadził lekcje w miejscowej szkole. 23 grudnia 1918 został wyświęcony na kapłana. Po święcenia kontynuował naukę w Czechach, Irlandii i belgijskim Leuven. W 1921 przyjechał do Rzymu, gdzie przez rok pracował w redakcji pisma Civilta Cattolica.
W 1924 powrócił do Szkodry, gdzie uczył literatury i filozofii. W latach 1926–1941 prowadził działalność misyjną w północnej Albanii, badając folklor i zwyczaje miejscowej ludności. W 1942 powrócił do Włoch i pracował w Padwie (1942-1949), Palermo (1949-1950), a pod koniec życia w Gorycji.
W dorobku naukowym Cordignano znajdują się głównie dzieła poświęcone albańskiemu folklorowi i językowi, a także słownik włosko-albański.

## Wybrane dzieła
- 1925: Epopeja komtare e popullit shqiptar (Epopeja narodowa ludu albańskiego).
- 1934: L'Albania attraverso l'opera e gli scritti di un grande missionario italiano, il P. Domenico Pasi S.J. 1847-1914 (Albania w pracach i pismach znanego misjonarza włoskiego o. Domenico Pasi).
- 1938: Dizionario italiano-albanese (Słownik włosko-albański).
- 1942: Catastro Veneto di Scutari e registrum concessionum 1416-1417 (Kataster wenecki i wykaz przyznanych koncesji w Szkodrze w latach 1416-1417).
- 1943: La poesia epica di confine nell'Albania del Nord, tom 1-2 (Poezja epicka Północnej Albanii).